# Henry Morton Stanley
Sir Henry Morton Stanley GCB (tên khai sinh John Rowlands; 28 tháng 1 năm 1841 – 10 tháng 5 năm 1904) là một nhà báo và thám hiểm người xứ Wales nổi tiếng với chuyến đi khám phá trung tâm châu Phi và vụ tìm kiếm nhà truyền giáo và thám hiểm David Livingstone. Khi tìm thấy Livingstone, Stanley đã hỏi một câu nổi tiếng, "Dr. Livingstone, I presume?" Stanley cũng được biết đến với việc tìm kiếm nguồn gốc sông Nin, công việc phát triển khu vực Congo Basin region cùng với vua Leopold II của Bỉ và với việc chỉ huy Emin Pasha Relief Expedition. Ông được phong Hiệp sĩ năm 1899.

## Sách tham khảo
- Gallop, Alan. (2004) Mr Stanley, I presume – the life and explorations of Henry Morton Stanley, Sutton
- Hall, Richard. (1974) Stanley. An Adventurer Explored, London.
- Stanley, Henry M. (ed. Dorothy Stanley) (1909, 1969) The Autobiography of Henry M. Stanley, New York.